# コロン県 (ホンジュラス)
コロン県（Colón）は、18あるホンジュラスの県のひとつである。県都はトルヒージョである。ホンジュラス北部に位置し、カリブ海に面している。

## 歴史
コロン県は、1881年に創設された。県都トルヒージョはクリストファー・コロンブスが1502年に初めてホンジュラス海岸部に上陸した地点であり、またアメリカ大陸で初めてカトリックのミサが行なわれた場所でもある。

## 地勢
- 人口　284,900人（2007年）
- 面積　8,875 km²

## 隣接する県
- グラシアス・ア・ディオス県
- オランチョ県
- ヨロ県
- アトランティダ県

## 主な市町村
1. トルヒージョ
2. トコア（英語版）